# Regiunea Trenčín
Regiunea Trenčín (în slovacă Trenčiansky kraj) este un kraj (regiune) al Slovaciei.

## Demografie

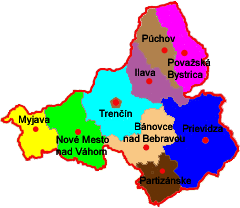
Districtele Trenčiansky kraj

| An:                | 1994    | 2004    | 2014    | 2024    |
| ------------------ | ------- | ------- | ------- | ------- |
| Număr de persoane: | 608.990 | 601.392 | 591.233 | 565.572 |
| Diferență:         |         | −1,24%  | −1,68%  | −4,34%  |

| An:                | 2023    | 2024    |
| ------------------ | ------- | ------- |
| Număr de persoane: | 568.102 | 565.572 |
| Diferență:         |         | −0,44%  |